# Cardaminopsis
Cardaminopsis es un género con 23 especies de plantas de flores de la familia Brassicaceae. 
Está considerado un sinónimo del género Arabidopsis Heynh.

## Especies seleccionadas
| - Cardaminopsis amurensis (N.Busch) O.E.Schulz - Cardaminopsis arenosa - Cardaminopsis borbasii (Zapał.) H.Hess, Landolt & Hirzel - Cardaminopsis cebennensis - Cardaminopsis croatica - Cardaminopsis gemmifera - Cardaminopsis halleri - Cardaminopsis hispida - Cardaminopsis kamchatica - Cardaminopsis kamtschatica - Cardaminopsis lyrata - Cardaminopsis maximoviczii | - Cardaminopsis media - Cardaminopsis multijuga - Cardaminopsis neglecta - Cardaminopsis ovirensis - Cardaminopsis pedemontana - Cardaminopsis petraea - Cardaminopsis petrogena - Cardaminopsis septentrionalis - Cardaminopsis sinuata - Cardaminopsis suecica (Fr.) Hiitonen - Cardaminopsis umbrosa (Turcz.) Czerep. 1981 |